# 内藤正能
内藤 正能（ないとう まさよし）は、江戸時代前期から中期にかけての武蔵国赤沼藩の世嗣。官位はなし。

## 略歴
元禄元年（1688年）、2代藩主・内藤正友の長男として誕生。
赤沼藩の嫡子となり、元禄11年（1698年）、徳川綱吉に拝謁したが、叙任することなく、家督相続以前の元禄14年（1701年）9月4日に父に先立って早世した。享年14。妻子はなし。
代わって、次弟・正敬が嫡子となった。